# でじこラジオ
『でじこラジオ』は、デ・ジ・キャラットと連動したインターネットラジオ番組。インターネットラジオステーション＜音泉＞とBEWEで2008年4月21日から2009年4月20日まで『ラジオギャラクシーエンジェル りょーことゆーなと』の後半に配信されていた。
パーソナリティは、でじこ役の明坂聡美と、ぷちこ役のみなかみ菜緒、うさだ役の矢澤りえかの3人。

## パーソナリティ
- 明坂聡美（デ・ジ・キャラット役）
- みなかみ菜緒（プチ・キャラット役）
- 矢澤りえか（ラ・ビ・アン・ローズ/うさだヒカル役）

## 概要
- 1998年に誕生した『デ・ジ・キャラット』の10周年を機に1000人を超える応募者の中から公開オーディションにて選ばれた新デ・ジ・キャラット役に決定した明坂聡美、新プチ・キャラット役のみなかみ菜緒、新ラ・ビ・アン・ローズ役の矢澤りえかが番組を務める。それに伴い、新番組の告知で2008年4月14日配信分の『ラジオギャラクシーエンジェル りょーことゆーなと』に3人がゲストに登場した。
- 配信は『りょーことゆーなと』（ラジオGA）終了後、CMを挟んでから開始される。配信時間は「GA」に内包されているせいか20分弱と短い。

2008年
- ＃7（6月2日）は明坂1人、＃8（6月9日）はみなかみと矢澤2人だけで番組を進行した。

2009年
- ＃39・＃40（1月26日・2月2日）は矢澤が大学のテストと収録日が被ったため欠席。

## 番組概要
- 配信期間：2008年4月21日〜2009年4月20日
- 配信サイト：音泉・BEWE
- 配信日：毎週月曜日

### テーマソング

#### オープニング
＃1〜＃39
君は僕のエナジー
『でじこラジオ テーマソング 君は僕のエナジー』（2008年5月23日発売）
＃40〜
未来旋風☆センセーション!
『デ・ジ・キャラット カバーアルバム「にょコにょコうたってみた」』より（2008年12月28日発売）

#### エンディング
＃1〜
welcome!2008
『デ・ジ・キャラット 新テーマソング「Waiting!」』より（2008年1月18日発売）
＃40〜
PARTY☆NIGHT
『デ・ジ・キャラット カバーアルバム「にょコにょコうたってみた」』より（2008年12月28日発売）

## メインコーナー
でじこおたより
デ・ジ・キャラット、パーソナリティ、近況報告・番組の感想など。
にょコにょコうたってみた
＃40から開始。メロディの元ネタは「ニコニコ動画」。
カバーアルバム『にょコにょコうたってみた』のイントロダクション風に3人が「にょーコにょコ動画♪」と同じフレーズで歌う
うさだ作文
＃27（2008年10月20日）開始、「う」「さ」「だ」の3文字を使って作文を作って遊ぶ。文字数制限は特になし。
「う」を明坂、「さ」をみなかみ、「だ」を矢澤が担当する。
武士キャラット
＃28（2008年10月27日）開始。デ・ジ・キャラットの3人が出されたお題に対してござる言葉で全国統一を目指す。
過去のお題
2008年
2009年
- ＃37（1月12日） 伊達メガネ
- ＃56（2月23日） 碁石

ドラマ、さとみとなおとりえかと
3人が考えたオリジナルドラマを3人で演じる
ブロッコリーインフォメーション
『りょーことゆーなと』からコーナー移動。ブロッコリー関連の最新情報を紹介。3人のうち誰か1人がその情報の感想を「〜っぽく」答える。
過去に行われた「〜っぽい」例
- 秋の妖精
- 幸運の女神
- 冬将軍
- 新成人
- お雛様

## 終了したコーナー
まってるにょ
でじこが何を待っているのかを書く
クイズ!デ・ジ・キャラット
デ・ジ・キャラットワールド修行中の3人がクイズに挑戦。正解者にはキャラットが貰える。
例：アプリコット、話のわからない相手は手刀で眠らせる。
ぷちこ作文
「ぷ」「ち」「こ」の3文字を使って作文を作って遊ぶ大喜利コーナー。文字数制限は特になし。
担当は「ぷ」が明坂、「さ」がみなかみ、「だ」が矢澤だった。＃26（2008年10月13日）で終了。

## ゲスト
2008年
- ＃34 （12月22日） 新谷良子（ミルフィーユ・桜葉役）・稲村優奈（アプリコット・桜葉役）[1]

### ブロッコリー公式サイト内
- でじこラジオ
- ラジオギャラクシーエンジェル りょーことゆーなと（プロジェクトGA内番組サイト）
  - Project G.A. Official Website（プロジェクトGA）
- ルーンエンジェル隊4thコンサートOfficial Website
- でじこのへや Official Website